# Hecho En México
Hecho En México – drugi, wydany w 2003 roku album grupy Kinto Sol.

## Lista utworów
1. Intro
2. Lo Que Va Pasar Va Llegar
3. Hecho En Mexico
4. El Que Nada Debe
5. Asi Es Como Vivo
6. Mi Jefa (skit)
7. La Feria Habla
8. Un Compa (skit)
9. Solo son palabras
10. De Uno A Uno
11. Levanta La Mano
12. Intermedio
13. Cueste Lo Que Cueste
14. Si Supieras"
15. Si Me Haces El Paro
16. No Es Forma Es Vivir
17. Como Quieras
18. Soy Yo
19. Hecho En Mexico (Regional Urbano)
20. Raza Es Raza (Regional Urbano)